# Sillon des Rocheuses
Le sillon des Rocheuses ou tranchée des Rocheuses (en anglais : Rocky Mountain Trench) est une vallée longue et étroite de Colombie-Britannique (Canada) qui longe la façade ouest des Rocheuses canadiennes et les pentes est de la chaîne Columbia, des montagnes Omineca et de la chaîne des Cassiars. Elle s'étend sur 1400 km de long depuis la frontière avec l'État américain du Montana jusqu'à la vallée de la rivière Liard immédiatement au sud du territoire canadien du Yukon.
À sa base, la largeur du sillon varie entre 3 et 20 km, et son altitude se situe entre 600 et 1000 mètres. La formation du sillon est principalement liée à l'activité des failles. L'érosion et les dépôts de sédiments lui ont donné son aspect actuel.